# 濱口秀二
濱口 秀二（はまぐち しゅうじ、1976年4月20日 - ）は、日本の俳優、タレント。一時、クリエイティブオフィスリュウ（龍粋社）に所属していた。
お笑いタレントの濱口優（よゐこ）は実兄、占い師の濱口善幸は実弟である。

## 略歴
2018年からYouTubeの「龍粋社ちゃんねる」に複数回登場。2018年12月の出演時、怪談を語る際の描写で「夜、とっても満月だった」と言った事がキッカケとなり(本来は「夜、満月がとっても綺麗だった」と言いたかったと思われる)、同チャンネル内では「とっても満月」という言葉が持ちネタとして扱われるようになる。その後、2020年4月に芸名を本名の「濱口秀二」から「とっても。満月」に改名し、正式に龍粋社ちゃんねるのメンバーとなったが同年内に脱退し、事務所も退所。脱退後は改名後の芸名を使用していない。また、龍粋社退所後は表立った活動も見られなくなっている。

## 出演

### テレビドラマ
- 土曜ドラマ スロースタート（2007年、NHK）
- ドラマ30 暖流（2007年、毎日放送）
- 連続テレビ小説（NHK）
  - ちりとてちん 第28話（2007年11月1日） - ディレクター 役
  - カーネーション 第81話（2012年1月10日） - 静子の恋人 役
  - マッサン 第33話（2014年11月5日） - 生地屋店主 役
  - べっぴんさん 第119話（2017年2月23日） - （民放テレビ局の大阪万博特番の）司会 役[5]
  - わろてんか 第88・93話（2018年1月17日・23日） - 大阪中央放送所 芸能部長・中川太一郎 役
  - まんぷく 第80話（2019年1月7日） - 嶋明弘 役
- 土曜ドラマ ジャッジII〜島の裁判官奮闘記（2008年、NHK）
- 土曜時代劇 浪花の華〜緒方洪庵事件帳〜（2009年、NHK）
- 科捜研の女 第10シリーズ CASE.I（2010年7月8日、テレビ朝日）
- トイレの神様（2011年1月5日、毎日放送）
- BS時代劇 猿飛三世 第4回「人の巻」（2012年11月2日、NHK BSプレミアム）
- 科捜研の女スペシャル（2013年12月25日、テレビ朝日） - 科学監察官B 役
- 必殺仕事人2014（2014年7月27日、朝日放送/テレビ朝日） - 農民 役
- 科捜研の女
  - （2015年） - 辰巳通彦 役
  - （2016年） - 橘慎太郎 役
  - （2019年） ‐ 友部夏雄 役
- 遺留捜査（2018年） ‐ 清川勝 役

### バラエティ
- 谷口な夜（京都放送）
- よゐことくばん（フジテレビONE）

### 舞台
- 菱田信也事務所 GOCON vol.7「蟹京都〜試作版」（2004年12月）[6]
- 演劇ユニット石舞台「Go! Go! Fang!」（2005年7月）[6]
- 菱田信也事務所 GOCON vol.9「グランド・ロマン」（2005年10月）[6]
- 菱田信也事務所「蟹京都」（2006年1月）[6]
- 菱田信也事務所 GOCONS vol.1「ブレイク」（2006年4月）[6]
- 菱田信也事務所「ら★ら★ぽぴんズ2nd 地獄の奮闘公演☆決死リクエスト巡礼演歌“ボクらんトコこないか？”ふたり旅。」（2006年10月）[6]
- 劇団vintage三回公演「新長田ポリスストーリー／特命28分署大捜査線」（2010年10月）[6]
- 吉本百年物語 9月公演「焼け跡、青春手帖」（2012年9月）[3]
- 神保町グランド・ロマン〜エルサイズのばら（2013年7月 - 8月）
- 神戸の劇団vintageLIVE THEATER「全員店長」（2013年12月）
- 神戸の劇団vintage第九回本公演「新長田プロレスリング 〜町おこしプロレス純情奮闘物語〜」（2014年4月）
- ”ギグヒシダ”公演「初日舞台挨拶地獄」（2014年11月）

### CM
- 東建ホームメイト
- 京都建築大学校